# Sigmoria laticurvosa
Sigmoria laticurvosa är en mångfotingart som beskrevs av Shelley 1981. Sigmoria laticurvosa ingår i släktet Sigmoria och familjen Xystodesmidae. Inga underarter finns listade i Catalogue of Life.